# Сесар Аспиликуета
Сесар Аспиликуета Танко (шп. César Azpilicueta Tanco; 28. август 1989) шпански је професионални фудбалер, који игра за шпански клуб Атлетико Мадрид и репрезентацију Шпаније на месту одбрамбеног играча.
Прошавши омладински погон Осасуне, провео је три сезоне у Ла лиги до преласка у Марсељ, са којим је освојио четири трофеја. У лето 2012. године, прешао је у Челси, са којим је освојио Лигу Европе у својој првој сезони и дуплу круну у Енглеској две године касније. За Челси је одиграо више од петсто утакмица; странац је с највише одиграних утакмица за Челси. Био је и капитен Челсија. С лондонским клубом је такође освојио Лигу Европе 2019. године као и Лигу шампиона, УЕФА суперкуп и Светско клупско првенство 2021. године. Прешао је у Атлетико Мадрид 2023. године.
Аспиликуета је за младу репрезентацију Шпаније дебитовао 2005. године. Представљао је своју земљу на два европска првенства за младе играче при чему је Шпанија била шампион на оба (првенства до 19 и 21 године). Свој први наступ за сениорску екипу имао је 2013. године. За репрезентацију Шпаније играо је на три Светска првенства као и на два Европска првенства.

## Клупска каријера

### Осасуна
Аспиликуета је рођен у Памплони, у покрајини Навара. Прошао је омладински систем клуба из родног града, Осасуне, са којим дебитује у Ла лиги 8. априла 2007, у поразу 0:2 у гостима од Реал Мадрида, док је још увек био регистрован за омладински састав. Почео је своју каријеру као нападач, затим се пребацио у везни ред и, кроз клупску и репрезентативну каријеру (сениорску и омладинску), играо на неколико позиција, укључујући централног бека и централног везног.
У сезони 2007/08, због повреда играча првог састава, Аспиликуета је искористио прилику и постао стални првотимац са само 18 година, иако на позицији десног бека. Он је наставио да наступа за први тим следеће сезоне, када је пропустио само две утакмице у лиги.

### Олимпик Марсељ
21. јуна 2010. године, француски клуб Олимпик Марсељ потврдио је постигнут договор са Осасуном за трансфер Аспиликуете, који је потписао четворогодишњи уговор за 7 милиона евра. Недељу дана касније, Наваресе је потврдио договор, са могућношћу да се обештећење повећа до 9,5 милиона евра, у зависности од наступа. На свом дебију у Лиги Шампиона, постигао је једини гол у мечу групне фазе против московског Спартака, али у своју мрежу.
27. новембра 2010. године, у првих неколико минута меча у ком његов тим добија 4:0 против Монпељеа, Аспиликуета је покидао предње укрштене лигаменте у левом колену. Опоравак од повреде трајао је шест месеци.
У августу 2012. године, усред спекулација о будућем клубу Аспиликуете, укључујући и премијерлигашки клуб Челси, Олимпик Марсељ је потврдио да он може да пређе, рекавши: „ако Челси пошаље добру понуду за Аспија (Аспиликуету), ми ћемо га пустити”. Без обзира на његову лојалност Олимпик Марсељу, играч је изјавио да је спреман да направи трансфер ако „његов одлазак помаже финансијама Марсеља”.

### Челси
24. августа 2012. године, Челси је закључио потписивање Аспиликуете за необјављену суму, процењену на 7 милиона фунти.Према речима клупског колеге и земљака Хуана Мате: „он је јак десни бек, који има брзину, тако да ја мислим да је он већ потпун играч”. Због његовог презимена, које је тешко за изговор, клупски навијачи доделили су му надимак „Дејв”.
Аспиликуета је дебитовао 25. септембра 2012. године, у победи 6:0 над Вулверхемптон вондерерсима у Лига Купу. Следеће недеље, одиграо је своју прву утакмицу у Премијер лиги, где је ушао са клупе, као замена за Бранислава Ивановића у победи од 4:1 над Норич Ситијем, на Стамфорд Бриџу.
3. новембра 2012. године, Аспиликуета је први пут уврштен у стартну поставу у Премијер Лиги, у ремију од 1:1 против Свонсија. Одиграо је 48 званичних утакмица, у својој првој сезони у клубу под Рафаелом Бенитезом, укључујући и осам утакмица током освајања Лиге Европе. У финалу против Бенфике, Сесар игра руком у 67. минуту, што доводи до изједначења голом Оскара Кардоза са пенала, али на крају Челси је добио утакмицу резултатом 2:1 у Амстердаму, голом Бранислава Ивановића.
Аспиликуета је постигао свој први званични гол за Челси 29. октобра 2013. године, у победи од 2:0 на Арсеналом, у четвртом колу Лига Купа. Након доласка новог менаџера, Жозеа Муриња, он је почео са редовним наступима као леви бек, наслеђујући на тој позицији дугогодишњег првотимца Ешлија Кола. Мурињо је рекао о њему: „Аспиликуета је тип играча какве много волим. Мислим да би екипа коју чине 11 Аспиликуета вероватно победила у такмичењу (Лиги Шампиона), јер фудбал није само чист таленат”. На крају сезоне, изабран је за играча године од својих клупских колега.
Пре почетка сезоне 2014/15, Кол је напистио клуб и доведен је Филипе Луис за 15,8 милиона фунти, али Аспиликуета је почео сезону као први избор на позицији левог бека. 2. септембра 2014. године, он је потписао нови петогодишњи уговор са клубом, а 18. октобра, он је био искључен у првом полувремену у победи 2:1 над Кристал Паласом, након старта над Милетом Јединаком.
Аспиликуета је играо у стартној постави у мечу када је Челси освојио Лига Куп, 1. марта 2015. године. У другом полувремену је повређен у судару са играчем Тотенхем Хотспура Ериком Дајером, и био је приморан да напусти терен, након чега је наставио меч са завојем обмотаним око главе. Те сезоне освојена је и титула у домаћем првенству, након пет година.
2. августа 2015, Аспиликуета је играо 69 минута у поразу 1:0 од Арсенала у мечу Комјунити Шилда. Деветнаест дана касније, он је постигао трећи гол у победи свог тима од 3:2 над Вест Бромвичем, што је био његов први гол у Премијер Лиги, а постигао је још један погодак против истог противника у утакмици која је завршена 2:2, 13. јануара 2016. године.
Иако је Аспиликуета првобитно играо као леви одбрамбени, под вођством новог тренера Антонија Контеа, после два узастопна пораза у Лиги, тренер прелази на формацију са три одбрамбена играча, у којој Аспиликуета наступа као централни дефанзивац у следећем мечу против Хал Ситија, 1. октобра 2016. године, који се завршио победом Челсија резултатом 2:0. 13. децембра 2016. године, он је потписао нови троипогодишњи уговор са Челсијем, који траје до 2020. године; у првом наступу након потписивања уговора, наступа на 200. званичном мечу за клуб, у победи 1:0 у гостима над Сандерлендом.
Аспиликуета је играо сваку утакмицу у сезони у којој његов тим осваја титулу у националном шампионату и постигао је погодак у победи 4:3 код куће против Ватфорда, након што је титула већ била осигурана. Крајем јула 2017. године, након одласка Џона Терија, он је био именован за заменика капетана.
12. септембра 2017, Аспиликуета је постигао први гол у Лиги шампиона у групној фази у победи 6:0 код куће против Карабага.

## Репрезентативна каријера

### Млада репрезентација
У 2007. години, Аспиликуета осваја првенство Европе за играче до 19 година. Убрзо након тога, он се преселио у узраст до 21 године, са којим наступа 2009. године на првенству Европе у Шведској, где је започео три утакмице, а његов тим завршио такмичење након групне фазе.
11. маја 2010. године, 20-годишњи Аспиликуета се нашао на прелиминарној листи играча првог тима, код тренера Висентеа Дел Боскеа, за предстојеће издање Светског првенства у фудбалу. На крају, није се нашао на коначном списку.
Аспиликуета је позван у екипу Шпаније у фудбалу на летњим Олимпијским играма 2012. године, након пропуштеног првенства Европе 2012. године. Због предности коју је добио Алваро Домингез, Аспиликуета се само појавио у последњем мечу групне фазе против Марока на Олд Трафорду, након што је његова екипа елиминисана из групне фазе.

### Сениорска репрезентација
1. фебруара 2013. године, Аспиликуета је именован у састав тима за предстојеће репрезентативне пријатељске утакмице против Уругваја. Менаџер је рекао да је изабран зато што: „Аспиликуета игра доста утакмица за Челси. Он има много енергије, добро игра одбрану и увек је спреман за напад. Имамо много очекивања од њега”. Дебитовао је пет дана касније, док је играо свих 90 минута у победи од 3:1 у Дохи; Након меча, он је рекао да је његов „сан да игра за Шпанију” на највишем нивоу.
Аспиликуета је позван у репрезентацију за ФИФА Куп Конфедерација 2013. године, одржаног у Бразилу: Он је био у стартној постави у другом мечу групне фазе против Тахитија, који је Шпанија добила са 10:0, и заменио је Алвара Арбелоа у финалу играном против домаћина, који су на крају изгубили са 3:0.
У јуну 2014. године, Аспиликуета је изабран да представља Шпанију на Светском Првенству у фудбалу. Он је играо десног бека у прве две утакмице, против Холандије и Чилеа, док је његова репрезентација елиминисана у групној фази.

## Лични живот
Старији брат Сесаров, зове се Хуан Пабло (рођен 1980. године) и такође је био фудбалер. Играо је везисту, готово искључиво у нижим фудбалским лигама.

## Статистика каријере

### Клуб
Ажурирано 22. фебруара 2025. године
| Клуб            | Сезона    | Лига                | Лига    | Лига   | Национални куп | Национални куп | Лига куп | Лига куп | Европска такмичења | Европска такмичења | Остало  | Остало | Укупно  | Укупно |
| Клуб            | Сезона    | Ранг                | Наступи | Голови | Наступи        | Голови         | Наступи  | Голови   | Наступи            | Голови             | Наступи | Голови | Наступи | Голови |
| --------------- | --------- | ------------------- | ------- | ------ | -------------- | -------------- | -------- | -------- | ------------------ | ------------------ | ------- | ------ | ------- | ------ |
| Осасуна Б       | 2006/07.  | Трећа лига Шпаније  | 24      | 1      | —              | —              | —        | —        | —                  | —                  | —       | —      | 24      | 1      |
| Осасуна Б       | 2007/08.  | Трећа лига Шпаније  | 3       | 0      | —              | —              | —        | —        | —                  | —                  | —       | —      | 3       | 0      |
| Осасуна Б       | Укупно    | Укупно              | 27      | 1      | —              | —              | —        | —        | —                  | —                  | —       | —      | 27      | 1      |
| Осасуна         | 2006/07.  | Ла лига             | 1       | 0      | 1              | 0              | —        | —        | 1                  | 0                  | —       | —      | 3       | 0      |
| Осасуна         | 2007/08.  | Ла лига             | 29      | 0      | 0              | 0              | —        | —        | —                  | —                  | —       | —      | 29      | 0      |
| Осасуна         | 2008/09   | Ла лига             | 36      | 0      | 2              | 0              | —        | —        | —                  | —                  | —       | —      | 38      | 0      |
| Осасуна         | 2009/10.  | Ла лига             | 33      | 0      | 5              | 0              | —        | —        | —                  | —                  | —       | —      | 38      | 0      |
| Осасуна         | Укупно    | Укупно              | 99      | 0      | 8              | 0              | —        | —        | 1                  | 0                  | —       | —      | 108     | 0      |
| Олимпик Марсељ  | 2010/11.  | Прва лига Француске | 15      | 0      | 0              | 0              | 1        | 1        | 4                  | 0                  | 1       | 0      | 21      | 1      |
| Олимпик Марсељ  | 2011/12.  | Прва лига Француске | 30      | 1      | 3              | 0              | 3        | 0        | 8                  | 0                  | 0       | 0      | 44      | 1      |
| Олимпик Марсељ  | 2012/13.  | Прва лига Француске | 2       | 0      | —              | —              | —        | —        | 1                  | 0                  | —       | —      | 3       | 0      |
| Олимпик Марсељ  | Укупно    | Укупно              | 47      | 1      | 3              | 0              | 4        | 1        | 13                 | 0                  | 1       | 0      | 68      | 2      |
| Челси           | 2012/13.  | Премијер лига       | 27      | 0      | 5              | 0              | 5        | 0        | 9                  | 0                  | 2       | 0      | 48      | 0      |
| Челси           | 2013/14.  | Премијер лига       | 29      | 0      | 2              | 0              | 3        | 1        | 10                 | 0                  | 0       | 0      | 44      | 1      |
| Челси           | 2014/15.  | Премијер лига       | 29      | 0      | 2              | 0              | 5        | 0        | 4                  | 0                  | —       | —      | 40      | 0      |
| Челси           | 2015/16.  | Премијер лига       | 37      | 2      | 3              | 0              | 0        | 0        | 8                  | 0                  | 1       | 0      | 49      | 2      |
| Челси           | 2016/17.  | Премијер лига       | 38      | 1      | 6              | 0              | 3        | 1        | —                  | —                  | —       | —      | 47      | 2      |
| Челси           | 2017/18.  | Премијер лига       | 20      | 1      | 0              | 0              | 0        | 0        | 6                  | 1                  | 1       | 0      | 27      | 2      |
| Челси           | 2018/19.  | Премијер лига       | 38      | 1      | 3              | 0              | 6        | 0        | 9                  | 0                  | 1       | 0      | 57      | 1      |
| Челси           | 2019/20.  | Премијер лига       | 36      | 2      | 5              | 0              | 0        | 0        | 7                  | 2                  | 1       | 0      | 49      | 4      |
| Челси           | 2020/21.  | Премијер лига       | 26      | 1      | 4              | 0              | 2        | 0        | 11                 | 0                  | —       | —      | 43      | 1      |
| Челси           | 2021/22.  | Премијер лига       | 27      | 1      | 4              | 1              | 4        | 0        | 9                  | 1                  | 3       | 0      | 47      | 3      |
| Челси           | 2022/23.  | Премијер лига       | 25      | 0      | 1              | 0              | 1        | 0        | 5                  | 0                  | —       | —      | 32      | 0      |
| Челси           | Укупно    | Укупно              | 349     | 10     | 39             | 1              | 31       | 2        | 80                 | 4                  | 9       | 0      | 508     | 17     |
| Атлетико Мадрид | 2023/24.  | Ла лига             | 25      | 0      | 2              | 0              | —        | —        | 6                  | 0                  | 1       | 0      | 34      | 0      |
| Атлетико Мадрид | 2024/25.  | Ла лига             | 8       | 0      | 3              | 0              | —        | —        | 1                  | 0                  | 0       | 0      | 12      | 0      |
| Атлетико Мадрид | Укупно    | Укупно              | 33      | 0      | 5              | 0              | 0        | 0        | 7                  | 0                  | 1       | 0      | 46      | 0      |
| Свеукупно       | Свеукупно | Свеукупно           | 550     | 12     | 55             | 1              | 35       | 3        | 100                | 4                  | 11      | 0      | 751     | 20     |

### Утакмице за репрезентацију
Ажурирано 1. децембра 2022. године
| Репрезентација | Година | Наступи | Голови |
| -------------- | ------ | ------- | ------ |
| Шпанија        | 2013.  | 4       | 0      |
| Шпанија        | 2014.  | 6       | 0      |
| Шпанија        | 2015.  | 2       | 0      |
| Шпанија        | 2016.  | 6       | 0      |
| Шпанија        | 2017.  | 2       | 0      |
| Шпанија        | 2018.  | 5       | 0      |
| Шпанија        | 2021.  | 11      | 1      |
| Шпанија        | 2022.  | 8       | 0      |
| Шпанија        | Укупно | 44      | 1      |

#### Голови за репрезентацију
Голови Шпаније су наведени на првом месту. Колона „гол” означава резултат на утакмици након Аспиликуетиног гола.
| Бр. гола | Датум         | Стадион                            | Бр. наступа | Противник | Гол   | Резултат         | Такмичење                |
| -------- | ------------- | ---------------------------------- | ----------- | --------- | ----- | ---------------- | ------------------------ |
| 1.       | 28. јун 2021. | Стадион Паркен, Копенхаген, Данска | 27.         | Хрватска  | 2 : 1 | 5 : 3 (п. с. н.) | Европско првенство 2020. |

## Награде и трофеји

### Клуб
Марсељ
- Лига куп Француске: 2011/12.
- Суперкуп Француске: 2010, 2011.

Челси
- Премијер лига: 2014/15, 2016/17.
- ФА куп: 2017/18.
- Лига куп Енглеске: 2014/15.
- Лига шампиона: 2020/21.
- Лига Европе: 2012/13, 2018/19.
- УЕФА суперкуп: 2021.
- Светско клупско првенство: 2021.

### Репрезентација
Репрезентација Шпаније до 19 година
- Првенство Европе до 19 година: 2007.

Репрезентација Шпаније до 21 године
- Првенство Европе до 21 године: 2011.

Шпанија
- Куп конфедерација, друго место: 2013.
- УЕФА Лига нација, друго место: 2020/21.

### Појединачне награде
- Челсијев играч године у избору играча: 2013/14.
- Члан идеалне екипе Лиге Европе: 2018/19.
- Члан идеалне екипе Лиге шампиона: 2020/21.